# カイウ・キムラ
レスリー・カイウ・キムラ（Leslie Ka‘iu Kimura）は、アメリカ合衆国ハワイ州の科学教育者である。ハワイの伝統文化や天文学の教育を行うイミロア天文学センターに所属し、2010年にエグゼクティブ・ディレクターに就任した。

## 若年期と教育
キムラはハワイ島のワイメアで生まれた。キムラは日系四世である。祖父は日系二世の農学者ヒサオ・キムラ、祖母はハワイ人のエリザベス・リンゼーである。キムラは日本とハワイの2つの文化の中で育ち、日本語とハワイ語を話すことができる。
7年生の時、オアフ島のカメハメハ・スクールカパラマ校に寄宿生として通った。その後、ハワイ大学ヒロ校に入学した。大学在学中にニュージーランドのワイカト大学に留学し、そこでマオリの人々による自分達の文化や権利を守るための努力を知った。また、在学中に、当時はマウナケア天文教育センターと呼ばれていたイミロア天文学センターのプロジェクトに調査助手として参加した。2013年、ハワイ語とハワイ文学の修士号を取得し、博士課程に進んで先住民族の言語復興について研究した。

## キャリア
イミロア天文学センターでは、ハワイ語の専門家である叔父のラリー・キムラとともに、ハワイ文化に関する展示物の多くを制作した。また、マウナケア天文台群についてハワイ内外の人々に伝える仕事もしており、その中にはマウナケア天文台群に対する反対運動に関する事項も含まれている。イミロア天文学センターでは、エクスペリエンス・コーディネーター、アソシエイト・ディレクターなどを経て、2010年にエグゼクティブ・ディレクターに就任した。エグゼクティブ・ディレクター就任後は、先住民族の世界観に関する教育だけでなく、他機関との共同研究も進めている。
2017年、天体観測史上初となる恒星間天体をハワイの天文台が観測し、ハワイ語で「遠方からの初めての使者」を意味する「オウムアムア」と命名されたが、これはキムラと叔父のラリー・キムラの助言によるものである。その2年後、キムラは、ハワイ文化や天文学の専門家が参画する、ハワイの天文台が発見した天体にハワイ語の名前をつけるプロジェクトを立ち上げた。このプロジェクトはイミロア天文学センターが主導し、ハワイ語で「名前を呼ぶ」という意味の"A Hua He Inoa"と名付けられた。このプロジェクトは、ハワイの天文台がもたらした発見と一般の人々とのつながりを持たせるためのものである。

## 認知
キムラは2009年のパシフィック・センチュリー・フェローに選出された。2020年、『ハワイ・ビジネス』誌は、キムラを「ネクスト20」の一人に選んだ。